# Yūkichi Chūganji
Yūkichi Chūganji (jap. 中願寺雄吉 Chūganji Yūkichi) (ur. 23 marca 1889, zm. 28 września 2003) – Japończyk, znany z długowieczności, uznawany za najstarszego mężczyznę na świecie od stycznia 2002. Przez pewien okres przysługiwał mu rekord długowieczności mężczyzn w Japonii. 26 października 2011 rekord Chūganji`ego został pobity przez mieszkańca Kioto, Jirōemona Kimurę.
Był hodowcą jedwabników. Mieszkał w mieście Ogōri (prefektura Fukuoka), na wyspie Kiusiu. Po śmierci Włocha Antonio Todde był uznawany przez Księgę rekordów Guinnessa za najstarszego żyjącego mężczyznę na świecie. W tym okresie także najstarsza kobieta (zarazem najstarsza osoba na świecie) pochodziła z Japonii – była nią Kamato Hongo, która również mieszkała na wyspie Kiusiu.
Dożył 114 lat i 189 dni. Po śmierci Yūkichi Chūganjiego tytuł najstarszego mężczyzny powrócił do Europy, do Hiszpana Joana Riudavetsa. 
Niewykluczone, że wspomniane wyżej osoby nie były faktycznymi rekordzistami długowieczności, były natomiast najstarszymi osobami z udokumentowaną i zweryfikowaną datą urodzenia.